# Malacoptila striata
Malacoptila striata е вид птица от семейство Bucconidae.

## Разпространение
Видът е разпространен в Бразилия.